# Płeszczijiwka
Płeszczijiwka (ukr. Плещіївка) – wieś na Ukrainie, w obwodzie donieckim, w rejonie kramatorskim, w hromadzie Illiniwka. W 2001 liczyła 591 mieszkańców, spośród których 554 wskazało jako ojczysty język ukraiński, a 37 rosyjski.